# تقرت
تقورت (به عربی: تقرت) شهری در استان ورقله واقع در کشور الجزایر است؛ که در سال ۱۹۹۸ میلادی ۱۱۳٫۶۲۵ نفر جمعیت داشته و جمعیت آن در سال ۲۰۰۵ میلادی به ۱۵۳٫۶۲۴ نفر رسیده‌است.